# UCI Africa Tour 2007
L'UCI Africa Tour 2007 fu la terza edizione dell'UCI Africa Tour, uno dei cinque circuiti continentali di ciclismo dell'Unione Ciclistica Internazionale. Era composto da diciotto corse che si tennero tra ottobre 2006 e ottobre 2007 in Africa.

## Calendario

### Ottobre 2006
| Data | Prova                   | Cat. | Vincitore         | Squadra               |
| ---- | ----------------------- | ---- | ----------------- | --------------------- |
| 6-8  | Grand Prix Chantal Biya | 2.2  | Flaubert Douanla  | SNH Vélo Club         |
| 25-5 | Tour du Faso            | 2.2  | David Verdonck    | Bio Avia Mode Markets |
| 30-6 | Tour des Aéroports      | 2.2  | Hassen Ben Nasser | Pharmacie Central     |

### Novembre 2006
| Data  | Prova                        | Cat. | Vincitore     | Squadra              |
| ----- | ---------------------------- | ---- | ------------- | -------------------- |
| 10    | Campionati africani-Crono    | CC   | Robert Hunter | Sudafrica            |
| 12    | Campionati africani-In linea | CC   | Darren Lill   | Sudafrica            |
| 17-26 | Tour du Maroc                | 2.2  | Ján Šipeky    | Dukla Trenčín Merida |

### Gennaio
| Data  | Prova                     | Cat. | Vincitore        | Squadra            |
| ----- | ------------------------- | ---- | ---------------- | ------------------ |
| 16-21 | La Tropicale Amissa Bongo | 2.2  | Frédéric Guesdon | Française des Jeux |

### Febbraio
| Data | Prova                         | Cat. | Vincitore        | Squadra              |
| ---- | ----------------------------- | ---- | ---------------- | -------------------- |
| 8-14 | Tour d'Égypte                 | 2.2  | Waylon Woolcock  | Sudafrica            |
| 16   | Grand Prix de Sharm el-Sheikh | 1.2  | Ján Šipeky       | Dukla Trenčín Merida |
| 24-9 | Tour du Cameroun              | 2.2  | Flavien Chipault | Le Boulou            |

### Marzo
| Data  | Prova         | Cat. | Vincitore          | Squadra         |
| ----- | ------------- | ---- | ------------------ | --------------- |
| 6-11  | Giro del Capo | 2.2  | Aleksandr Efimkin  | Team Barloworld |
| 17-23 | Tour de Libye | 2.2  | Ahmed Mohammed Ali | Libia           |

### Aprile
| Data | Prova                           | Cat. | Vincitore         | Squadra           |
| ---- | ------------------------------- | ---- | ----------------- | ----------------- |
| 8    | Grand Prix de la Ville de Tunis | 1.2  | Ahmed M'Raihi     | Café Samba        |
| 28-5 | Tour de la Pharmacie Centrale   | 2.2  | Hassen Ben Nasser | Pharmacie Central |

### Maggio
| Data  | Prova           | Cat. | Vincitore      | Squadra      |
| ----- | --------------- | ---- | -------------- | ------------ |
| 14-20 | Boucle du Coton | 2.2  | Saidou Rouamba | Burkina Faso |

### Giugno
| Data | Prova         | Cat. | Vincitore      | Squadra   |
| ---- | ------------- | ---- | -------------- | --------- |
| 8-17 | Tour du Maroc | 2.2  | Nicholas White | Sudafrica |

### Agosto
| Data | Prova           | Cat. | Vincitore    | Squadra    |
| ---- | --------------- | ---- | ------------ | ---------- |
| 30-8 | Tour du Sénégal | 2.2  | Adil Jelloul | FRMC-Maroc |

### Settembre
| Data | Prova                                    | Cat. | Vincitore   | Squadra |
| ---- | ---------------------------------------- | ---- | ----------- | ------- |
| 30-8 | Powerade Dome 2 Dome Cycling Spectacular | 2.2  | Jaco Venter | Neotel  |

## Classifiche
Risultati finali.
| Pos. | Corridore          | Squadra       | Punti |
| ---- | ------------------ | ------------- | ----- |
| 1    | Hassen Ben Nasser  |               | 232   |
| 2    | Fethi Ahmed Atunsi |               | 168   |
| 3    | Mohamed Ali Ahmed  |               | 146   |
| 4    | Daniel Spence      |               | 141   |
| 5    | Malcolm Lange      |               | 136   |
| 6    | Ayman Ben Hassine  |               | 132   |
| 7    | Ján Šipeky         | Dukla Trenčín | 128   |
| 8    | Rashad Ahmed Rabie |               | 124   |
| 9    | David George       |               | 114   |
| 10   | Aymen Berini       |               | 112   |

| Pos. | Squadra                      | Punti |
| ---- | ---------------------------- | ----- |
| 1    | Team Barloworld              | 190   |
| 2    | Dukla Trenčín Merida         | 184   |
| 3    | Navigators Insurance         | 106   |
| 4    | Universal Caffè-Ecopetrol    | 91    |
| 5    | Team 3C-Gruppe Lamonta       | 57    |
| 6    | Amore & Vita-McDonald's      | 49    |
| 7    | Team Konica Minolta          | 48    |
| 8    | Continental Team Differdange | 38    |
| 9    | Moscou Stars                 | 34    |
| 10   | Notebooksbilliger.de         | 30    |

| Pos. | Nazione      | Punti |
| ---- | ------------ | ----- |
| 1    | Sudafrica    | 1433  |
| 2    | Tunisia      | 651   |
| 3    | Libia        | 453   |
| 4    | Marocco      | 343   |
| 5    | Egitto       | 298   |
| 6    | Burkina Faso | 260   |
| 7    | Namibia      | 250   |
| 8    | Camerun      | 239   |
| 9    | Zimbabwe     | 125   |
| 10   | Kenya        | 50    |